# モンゴルの国旗
モンゴルの国旗は、赤・青・赤の順で、左側の赤地にソヨンボという意匠を配した旗。ソヨンボ文字はかつてモンゴルで使われていた文字で、ソヨンボの意味には色々な説がある。それぞれの図形は上から、火・太陽・月・矢・槍・長方形・巴をあらわしている。
現在の国旗自体は正確には社会主義政権時代（モンゴル人民共和国）に制定されたもので、1949年からソヨンボの上に社会主義を意味する金星が付いていたが1992年に外された。
社会主義時代から、ソビエト連邦でいうところの槌鎌（鎌とハンマー）のマークと同じで、ソヨンボのみで使用されることも多く、第2の国章のような扱いを受けていた。またソヨンボ自体にも時代によって多くのバリエーションがあり、時代によっては正式な国章として使用された時期もある。

ボグド・ハーン政権の旗 (1911年 - 1924年)
ボグド・ハーン政権の旗 (1911年 - 1921年)
1921年に成立したモンゴル人民政府の旗
モンゴル人民共和国の国旗（1924年 - 1940年）
モンゴル人民共和国の国旗（1940年 - 1945年）
モンゴル人民共和国の国旗（1945年 - 1992年）
現在の国旗（縦横比2:3の別タイプ）
モンゴル国オリンピック委員会の旗